# Trenčianske Teplice
Trenčianske Teplice er en by i det vestlige Slovakiet. Byen ligger i regionen Trenčín. Den ligger kun 15 kilometer fra den Trenčín. Trenčianske Teplice er en af de bedst kendte, og samtidigt mest traditionelle kurbyer. Byen har et areal på 10,45 km² og en befolkning på 3.955(2022) indbyggere.

## Eksterne links
- Officiel hjemmeside

- Wikimedia Commons har flere filer relateret til Trenčianske Teplice